# Phygadeuon dumetorum
Phygadeuon dumetorum är en stekelart som beskrevs av Johann Ludwig Christian Gravenhorst 1829. Phygadeuon dumetorum ingår i släktet Phygadeuon och familjen brokparasitsteklar. Arten är reproducerande i Sverige. Inga underarter finns listade i Catalogue of Life.